# Hipmunk
Hipmunk（風格化:hipmunk）是一家總部位於美國加州舊金山的消費者向網上旅遊公司。它是由亞當·戈爾茨坦和Reddit聯合創辦人史蒂夫·霍夫曼於2010件創立。該公司專注於在視覺上整理航班搜尋結果。它由於Google在2011年9月發佈它的航班搜尋服務，所以當時被媒體關注。
2012年6月，Hipmunk在一輪由機構創投領導的B系列投資中取得1500萬美元，把它收到的投資增加至2000萬美元。2014年5月，該公司宣佈在一輪C系列投資中再取得另外2000萬美元。該輪投資由有消費者旅遊經驗的橡樹投資領導。當時已是投資夥伴的機構創投和啟明創投，以及Hipmunk的天使投資者都有參與那輪投資。

## 功能
Hipmunk依時間排序它的搜尋結果。航班可按價錢、時間及「痛苦」（航程長度及中轉站數目）排序。搜尋引擎亦可搜尋酒店，以價錢、評論和「忘我」指數排序。除了航班及酒店，該服務亦會列出Airbnb搜尋結果，以及有關的美鐵路線。
該公司以介紹顧客預訂酒店、購買機票及到其他旅遊搜尋網站中收取佣金賺錢，例如Orbitz向Hipmunk付每張機票3美元的佣金。
Hipmunk使用Python和Tornado編寫，並在亞馬遜彈性雲端運算的伺服器上運行。

## 外部連結
- 官方網站（页面存档备份，存于）
- 官方Twitter帳戶（页面存档备份，存于）